# 毛阿敏
毛阿敏（1963年3月1日—），生于上海，歌唱家，以深情婉轉的唱法，端莊典雅的舞台形象，被公認為中國流行音樂的代表人物。伯乐是侯耀文，恩师为谷建芬。
代表作有《綠葉對根的情意》、《思念》、《渴望》、《歷史的天空》、《同一首歌》、《相思》、《天之大》等。

## 歌唱生涯
早年曾是一位紡織女工，因她喜歡唱歌和自身的天賦條件，加入了中國人民解放軍南京前線歌舞團，任歌唱演員。1985年發行個人首張專輯《滾熱的咖啡》而正式出道。在成為流行歌手的道路上，她得到了著名作曲家谷建芬的悉心調教，並在1986年全國青年歌手電視大獎賽首次設立的通俗唱法獎項中，榮獲第三名。
1987年12月，她以一曲《綠葉對根的情意》獲第四屆貝爾格萊德國際音樂節流行歌曲演唱三等獎和觀眾評選三等獎，成為第一位在海外流行歌壇獲獎的國內歌手。評委們對她的演唱評價是"得心應手，入情忘我。具有東方女性溫柔、典雅的魅力。"
她在1988年春節聯歡晚會上演唱的《思念》和在國内第一部長篇室內連續劇《渴望》中演唱的同名主題歌，為廣大群眾所熟知並深受喜愛。她的聲音寬厚、高亢、深沉通暢；她的演唱氣度雍容，婉轉自如。自八十年代中期以來，她頻繁出現在各種大型晚會上，並以壓軸節目，使晚會達到高潮，她為多部經典電視劇和品牌欄目配唱主題曲，影響了無數人對流行樂的審美認識。她的聲音和形象通過電視名震四方，家喻戶曉。同時，她也由前線歌舞團調入中國人民解放軍總政治部歌舞團任獨唱演員，從而進一步確定了她在流行歌壇的地位。
從九十年代初，毛阿敏開始向海外發展，1993年，正式加盟於香港華星娛樂有限公司。其後在演唱風格和形象設計上都發生了較大程度的改變。2001年6月，在第三屆CCTVMTV音樂慶典上，毛阿敏榮獲"內地歌壇特殊貢獻獎"，慶典上的介紹詞里寫到，"毛阿敏開創了流行歌曲的大歌時代。"
2009年2月，闊別14年重登央視春節晚會演唱《天之大》 （页面存档备份，存于）。9月，參加為慶祝中華人民共和國成立60周年而創排的大型音樂舞蹈史詩《復興之路》，演唱《呼唤》。
2011年12月31日，於北京首都體育館，舉辦從藝26年來首場個人演唱會。

## CD唱片
1993年《金獎歌后 金曲薈萃專輯》

1993年《歌壇大姊大》

1993年《問彩霞･彷徨異鄉人》

1995年《MAO À MIN》

1999年《20世紀中華歌壇名人百集珍藏版 毛阿敏》

2001年《毛阿敏》

2003年《美滿》

2011年《腔･調》

2011年《三毛留下的歌》

2014年《歌唱･家》

## 獎項
1996年 1986-1996當代中國歌壇經典回顧評選暨頒獎晚會---"十大歌手獎第一名"

2001年 2000年度中國流行歌曲排行榜---"內地音樂傑出成就獎" （页面存档备份，存于）

2001年 第三屆CCTV-MTV音樂慶典---"內地音樂特殊貢獻獎" （页面存档备份，存于）

2008年 "改革开放30年我们最熟悉的十大面孔" （页面存档备份，存于）

2008年 中國改革開放30年優秀電視劇歌曲推選活動---"優秀作品獎---《籬笆牆的影子》、《渴望》、《投入地愛一次》"；榮獲"優秀演唱者大獎" （页面存档备份，存于）

2010年 北京流行音樂典禮---"華語歌壇傑出成就大獎" （页面存档备份，存于）

2013年 第二十屆東方風雲榜頒獎禮暨東方風雲榜二十周年盛典---"20年風雲成就大獎"

## 主演電影
1988年《瘋狂歌女》

1989年《女明星秘史》

## 综艺节目
- 2015年《花兒與少年第二季》
- 2017年《王牌对王牌》
- 2023年《聲生不息･家年華》

## 个人生活
1989年和1996年代发生过偷税漏税事件，1998年接受了行政罚款。
第一位男友为张勇。丈夫为企业家、富豪解直锟（2021年去世），他是中植企業集团董事局主席，在2014年胡润富豪榜上拥有120亿身家，两人自2002年认识，2003年结婚，2004年产下一女，2008年又生下一子。